# Syrmatium prostratum
Syrmatium prostratum là một loài thực vật có hoa trong họ Đậu. Loài này được (Nutt.) Greene miêu tả khoa học đầu tiên.